# 野村眞之介
野村 眞之介 （のむら しんのすけ、2003年10月22日 - ） は、狂言方和泉流能楽師。父は九世野村万蔵、祖父は野村萬（人間国宝、日本芸術院院長）、伯父は八世野村万蔵（五世野村万之丞）。能楽協会会員。
学習院大学文学部在籍中。東京都豊島区出身。祖父の野村萬と九世野村万蔵に師事。
萬狂言所属。

## 経歴
2003年、九世野村万蔵（当時は二世野村与十郎）の三男として誕生。
2007年、『靭猿』にて初舞台。
2008年、『伊呂波』にて初シテ。
2017年、『千歳』を披く。
2020年、『奈須与市語』を披く。
2023年、兄2人と共に若者世代への狂言の普及を目指した『ふらっと狂言会』を発足させた。
2024年、『三番叟』を披く（次兄・拳之介の『釣狐』披きと同時）。
狂言の他にも『萬狂言Youtubeチャンネル』の編集も行っている。

## 親族
- 祖父：野村萬（七世万蔵）
- 伯父：八世野村万蔵（五世万之丞）
- 父：九世野村万蔵
- 長兄：六世野村万之丞
- 次兄：野村拳之介
- 従兄弟：野村太一郎